# Ministerium für städtische und ländliche Entwicklung
Das Ministerium für städtische und ländliche Entwicklung (MURD; englisch Ministry of Urban and Rural Development), bis März 2015 Ministerium für Regionale und Lokale Verwaltung, Wohnbau und Ländliche Entwicklung (englisch Ministry of Regional and Local Government, Housing and Rural Development) ist das Regionalplanungsministerium von Namibia.
Das Ministerium ging 2000 aus dem Ministerium für lokale und regionale Verwaltung und Behausung hervor und schließt seitdem den Bereich ländliche Entwicklung mit ein. 2015 wurde es umbenannt.
Minister ist seit dem 22. März 2025 James Sankwasa.

## Aufgaben und Struktur
Das Ministerium nimmt vor allem Koordinierungsaufgaben im Bereich der Dezentralisierung wahr. Es gliedert sich hierfür in fünf Direktorate:
- Das „Direktorat für Regionale und Lokale Verwaltung und Koordinierung von Traditionellen Verwaltungen“ (engl. Local Government and Traditional Authorities Coordination) installiert und überwacht eine effektive lokale und regionale Verwaltung und dient als Verbindungsglied zwischen der Regierung und den traditionellen Verwaltungseinheiten und Führern.
- Die Aufgaben des „Direktorat für Behausung, Umweltplanung und Koordinierung technischer Dienstleistungen“ (engl. Housing, Habitat Planning and Technical Services Coordination) bestehen in der Sicherstellung von angemessener Behausung auf lokaler und regionaler Ebene. Zudem beschäftigt sich das Direktorat mit der Planung und Umsetzung von besseren Lebensbedingungen für die untersten Einkommensschichten.
- Das größte Direktorat ist das der „Dezentralisierungskoordination“ (engl. Decentralisation Coordination). Es befasst sich mit der Planung, Implementierung und Umsetzung eines dezentralen Regierungssystems. Hierbei werden die lokalen und regionalen Verwaltungseinheiten durch Beratungen, Training und andere Hilfsprojekte unterstützt.
- Die ländliche Entwicklung untersteht dem gleichnamigen „Direktorat für Ländliche Entwicklung“ (engl. Rural Development). Im Vordergrund steht die Bekämpfung von ländlicher Armut durch Entwicklung der Arbeits- und Einkommenssituationen. Zudem stellt die Bekämpfung beziehungsweise Koordinierung der Landflucht einen wichtigen Aufgabenbereich dar.
- Das intern agierende „Direktorat für Finanzen, Personalentwicklung und Verwaltung“ (engl. Finance, Human Resource and Administration) beschäftigt sich mit der effektiven Verwaltung und Vergabe von Geldern sowie der Personalentwicklung und Verwaltung innerhalb des Ministeriums.

Die Direktorate werden von den zwei übergreifenden Bereichen „Informationstechnologie“ und „interne Finanzüberwachung“ unterstützt.